# Рибачок Тарас Володимирович
Тара́с Володи́мирович Рибачо́к (позивний Таро; 10 грудня 1995, м. Сарни — 28 травня 2023, біля с. Іванівське, Донецька область) — український військовик, солдат розвідник-навідник 80-ї ОДШБр Збройних сил України, учасник російсько-української війни.

## Біографія
Народився Тарас Рибачок 10 грудня 1995 року в м. Сарни. З вересня 2002 року по червень 2013 року навчався в Сарненському НВК «Школа-колегіум» ім. Т. Г. Шевченка, де здобув повну середню освіту. З першого класу займався греко-римською боротьбою та виборював призові місця на змаганнях. У вільний час любив паяти мікросхеми з маленьких резисторів, чіпів і конденсаторів. З вересня 2013 року навчався на денній формі навчання в Рівненському НУВГП на факультеті «Водного господарства», по спеціальності «Гідротехніка, водні ресурси». В 2015 році був переведений на заочну форму навчання цього ж університету.
Після закінчення Рівненської академії патрульної поліції з вересня 2020 року по серпень 2022 року працював поліцейським роти № 5 з обслуговування міста Сарни Управління патрульної поліції Рівненської області.
13 грудня 2022 року став до лав ЗСУ. Був військовослужбовцем 80-ї окремої десантно-штурмової бригади. За посадою — розвідник-навідник. Мав позивний Таро.

## Загибель
Загинув у бою з російськими загарбниками 28 травня 2023 року в районі н. п. Іванівське Бахмутського району Донецької області. Похований 13 червня 2023 року на Алеї Героїв у м. Сарни.
Залишилися батьки: тато Володимир Іванович, військовослужбовець в/ч А0153, мама Надія Дмитрівна, провідний бібліотекар Сарненської центральної бібліотеки, молодший брат Святослав, курсант Одеської академії та молодша сестра Злата, учениця 8 класу Сарненського ліцею «Лідер».

## Нагороди
- Орден «За мужність» III ступеня (24 серпня 2023, посмертно) — за особисту мужність, виявлену у захисті державного суверенітету та територіальної цілісності України, самовіддане виконання військового обов'язку[4].